# Comté de Yavapai
Le comté de Yavapai est un comté de l'État de Arizona aux États-Unis. Au recensement des États-Unis de 2020, il comptait 236 209 habitants. Son siège est la ville de Prescott.

## Histoire
En 1913, Frances Munds et Rachel Berry du comté d'Apache, deviennent les premières femmes élues à l'Assemblée législative de l'Arizona (représentant le comté de Yavapai).

## Politique
Le comté de Yapavai, dont la population est plus âgée et plus rurale que le reste de l'État, est un comté conservateur acquis au Parti républicain.

## Démographie
| 1870  | 1880  | 1890  | 1900   | 1910   | 1920   |
| ----- | ----- | ----- | ------ | ------ | ------ |
| 2 142 | 5 013 | 8 685 | 13 799 | 15 996 | 24 016 |

| 1930   | 1940   | 1950   | 1960   | 1970   | 1980   |
| ------ | ------ | ------ | ------ | ------ | ------ |
| 28 470 | 26 511 | 24 991 | 28 912 | 36 733 | 68 145 |

| 1990    | 2000    | 2010    | 2020    | - | - |
| ------- | ------- | ------- | ------- | - | - |
| 107 714 | 167 517 | 211 033 | 236 209 | - | - |